# Richard Batterham

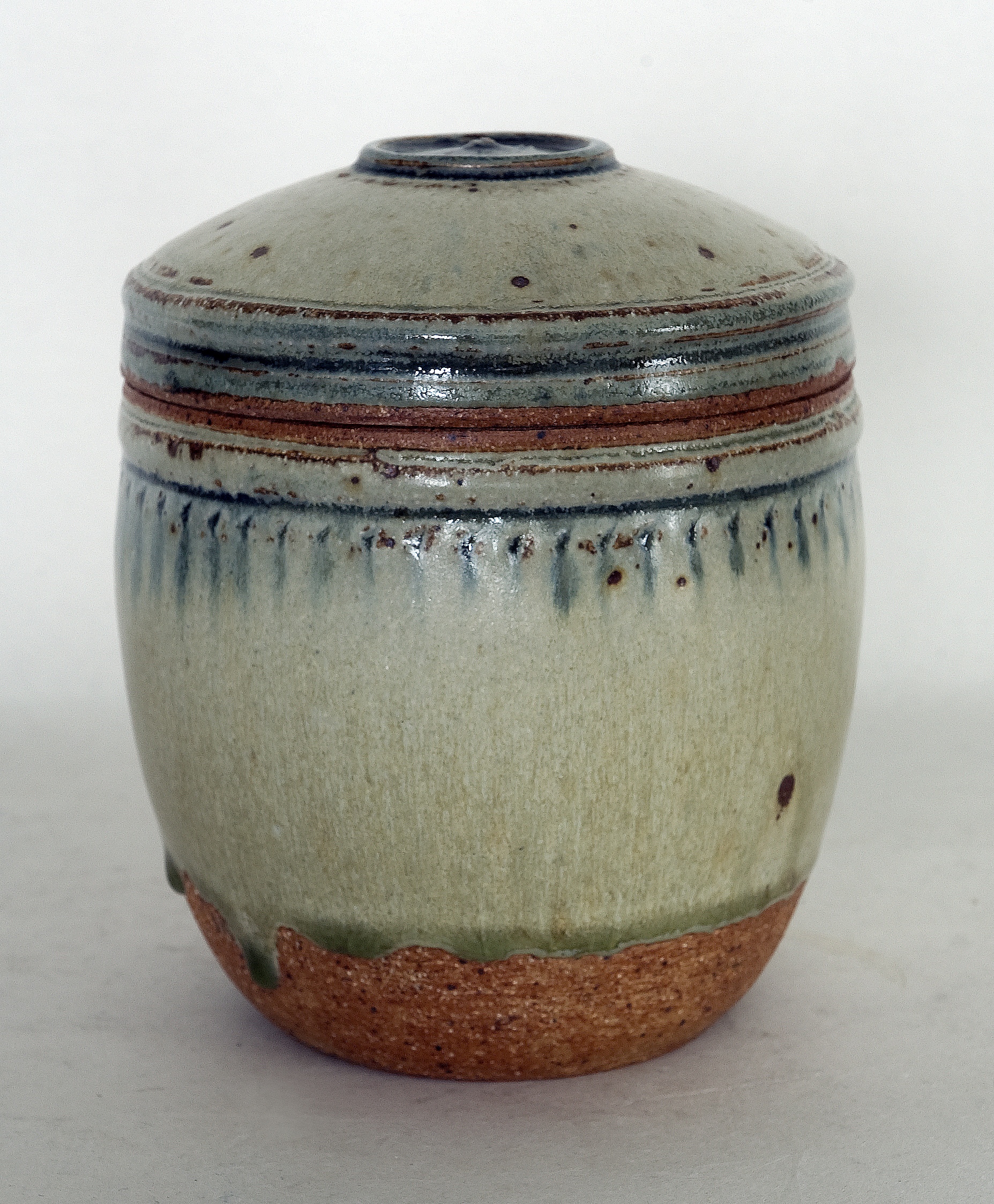
Deckelgefäß von Richard Batterham

Richard Hugh Neville Batterham (* 27. März 1936 in Woking; † 7. September 2021 in Durweston) war ein britischer Keramiker.

## Leben
Richard Batterham besuchte die Bryanston School in Dorset. Dort begann er bereits im Alter von 13 Jahren zu töpfern. Sein Lehrer war der Bildhauer Donald Potter, mit dem ihn später eine lebenslange Freundschaft verband. Bereits am Ende seiner Schulzeit 1954 wusste Batterham, dass er Töpfer werden wollte. Nach dem Wehrdienst absolvierte er ab 1957 eine Lehre bei Bernard Leach in St. Ives. Dort lernte er auch seine spätere Ehefrau Dinah Dunn kennen. Außerdem schloss er Freundschaft mit Atsuja Hamada, Sohn von Shoji Hamada, von dem er die fußbetriebene asiatische Töpferscheibe übernahm, mit der er von da an arbeitete.
Nach der Heirat 1959 eröffneten Batterham und Dunn ihre Töpferei in Durweston in der Nähe von Blandford Forum (Dorset). 1966 wurde die Töpferei erweitert. Batterham arbeitete dort aktiv bis zum Alter von 82 Jahren.
Batterhams Arbeiten wurden in zahlreichen nationalen wie internationalen Ausstellungen gezeigt, darunter 2008/2009 auch in der Keramikschule Landshut.
2017 erschien ein Dokumentarfilm seiner Galerie mit dem Titel Richard Batterham, Master Potter. 2019 erschien ein weiterer dokumentarischer Kurzfilm mit ähnlichem Schwerpunkt.
Batterham starb am 7. September 2021 in seinem Haus in Durweston.

## Werk
Batterham arbeitete in der Tradition von Bernard Leach und Shoji Hamada, für die später der Begriff "Ethical pot" geprägt wurde und deren Herangehensweise wiederum in der japanischen Mingei-Bewegung wurzelte. Ideal dieser Bewegung war der anonyme Handwerker, der zügig und dynamisch Keramik für den täglichen Gebrauch anfertigt und gerade auf diese Weise Kunst schafft, ohne es darauf anzulegen. Konsequenterweise verzichtete Batterham darauf, seine Gefäße zu signieren. Er selbst sah seine Arbeit vor allem in der Tradition von Michael Cardew, dem ersten Schüler Bernard Leachs.
Batterham konzentrierte sich bewusst auf ein vergleichsweise kleines Sortiment – vor allem Gegenstände für den täglichen Gebrauch – und arbeitet Zeit seines Lebens daran, die Formen und Oberflächen dieser Gegenstände zu perfektionieren. Er entwickelte einen charakteristischen Stil, der es schlicht unnötig machte, seine Werke zu signieren. Er arbeitete weitestgehend allein und stellte seine Tonmassen und Glasuren selbst her.